# Субансири (река)
Субансири (англ. Subansiri River, ассам. সোৱণশিৰি নদী, кит. 苏班西里河) — река в северо-восточной части Индии, в штатах Ассам и Аруначал-Прадеш, а также в Тибетском автономном районе Китая.
Крупнейший приток Брахмапутры. Длина реки составляет 442 км; площадь бассейна — 32 640 км². Субансири привносит около 7,92 % всего стока реки Брахмапутра. Максимальный когда-либо зафиксированный расход воды составлял 18 799 м³/с; минимальный — 131 м³/с. Берёт начало в Гималаях, на территории Китая, течёт на восток и юго-восток, а затем на юг — в Ассамскую долину. Впадает в Брахмапутру на территории ассамского округа Лакхимпур.